# Belarus ambassad i Stockholm
Belarus ambassad i Stockholm är Belarus beskickning i Sverige. Ambassaden ligger sedan den 15 november 2017 på Vikdalsgränd 10A i Nacka strax utanför Stockholm. Fram till 2012 låg ambassaden vid Herserudsvägen 5 på Lidingö, men stängdes ner efter att en diplomatisk kris uppstått mellan Sverige och Belarus.

## Nedstängningen
I augusti 2012 utvisades Sveriges ambassadör Stefan Eriksson från Belarus. Som officiell motivering angavs att Eriksson haft för tät kontakt med den politiska oppositionen i landet, men utvisningen kopplades även samman med en kampanj genomförd av reklambyrån Studio total. Efter utvisningen svarade Sverige med att utvisa vitryska diplomater, vilket senare resulterade i att den vitryska ambassaden stängdes helt. En ny ambassad invigdes i november 2017

## Beskickningschefer
| Namn                                                 | Period    | Funktion          |
| ---------------------------------------------------- | --------- | ----------------- |
| ?                                                    | ?–2005    | Ambassadör        |
| Andrei Grinkevich                                    | 2005–?    | Ambassadör        |
| ?                                                    | ?–2012    | Ambassadör        |
| Aliaksei Paplauski                                   | 2016–2018 | Chargé d'affaires |
| Dzmitryj Mirončyk (rysk namnform: Dmitrij Mirontjik) | 2018–     | Ambassadör        |